# Máximo Díaz-Cano
Máximo Ramón Díaz-Cano del Rey ([ˈmaksimo raˈmõn ˈdiaθ ˈkano ðɛl ˈrei̯]), né le 23 mars 1960 à La Solana (province de Ciudad Real), est un homme politique espagnol membre du Parti socialiste ouvrier espagnol (PSOE).
Haut fonctionnaire de Castille-La Manche puis de l'État espagnol entre 1991 et 1995, il alterne ensuite des fonctions au sein du gouvernement de la communauté autonome et des mandats parlementaires au Congrès des députés et au Sénat. En 2005, il devient délégué du gouvernement en Castille-La Manche.
Dans la perspective du congrès socialiste de 2012, il dirige la campagne, finalement infructueuse, de Carme Chacón. Il est choisi peu après comme secrétaire général de la Présidence de la Junte d'Andalousie par José Antonio Griñán. Il est confirmé par Susana Díaz, dont il devient un très proche, en 2013. Après que Díaz a perdu le pouvoir en 2019, il retrouve un poste de fonctionnaire en Castille-La Manche.

## Biographie
Máximo Ramón Díaz-Cano del Rey naît le 23 mars 1960 à La Solana, dans la province de Ciudad Real. Il est fonctionnaire territorial de la Junte des communautés de Castille-La Manche.

### Parcours régional et parlementaire
Directeur général de la Culture de la Junte des communautés de Castille-La Manche entre 1991 et 1993, Máximo Díaz-Cano est nommé gouverneur civil de la province de Cuenca en 1994, sur recommandation du président de la communauté autonome, José Bono. Ce dernier le récupère pour son gouvernement en 1995, au poste de conseiller aux Administrations publiques. Il abandonne ces responsabilités en 1996, mais revient dès 1997 comme conseiller, porte-parole du gouvernement, un rôle qu'il ne conserve qu'un an.
Il siège au Congrès des députés entre 1996 et 1997, puis de 2002 à mai 2004 en qualité de représentant de la circonscription de Cuenca. Entre 1998 et 1999, il est membre du Sénat sur désignation des Cortes de Castille-La Manche.

### Personnalité nationale du PSOE
Très proche de José Bono, Máximo Díaz-Cano est choisi par ce dernier en mars 2000 pour occuper le poste de porte-parole de la commission politique présidée par Manuel Chaves, chargée de diriger le Parti socialiste ouvrier espagnol (PSOE) jusqu'à la tenue du XXXVe congrès fédéral.
Le 16 septembre 2005, alors qu'il est conseiller à la Présidence du gouvernement de José María Barreda en Castille-La Manche, Máximo Díaz-Cano est nommé délégué du gouvernement dans la communauté autonome par le conseil des ministres de José Luis Rodríguez Zapatero. Après l'alternance aux élections de 2011, le gouvernement de Mariano Rajoy le relève de ses fonctions lors du conseil des ministres du 13 janvier 2012 au profit de Jesús Labrador.
Dans la perspective du XXXVIIIe congrès du PSOE, il prend le parti de l'ancienne ministre de la Défense Carme Chacón, qui en fait en janvier 2012 le coordonnateur de sa campagne, qui se révélera infructueuse. Trois mois après la tenue du congrès, le président de la Junte d'Andalousie José Antonio Griñán le désigne secrétaire général de la Présidence.

### Très proche de Susana Díaz
Maintenu dans ses responsabilités administratives par la successeure de Griñán, Susana Díaz, Máximo Díaz-Cano fait partie de son cercle très rapproché. Il est ainsi perçu comme un prétendant au poste de secrétaire à l'Organisation du PSOE si Díaz en prenait le secrétariat général lors du XXXIXe congrès fédéral de 2017.
En septembre 2016, il gère personnellement la recueil des démissions des membres de la direction fédérale, dans le but avoué de provoquer sa dissolution et la formation d'une direction provisoire dont serait exclu le secrétaire général en titre Pedro Sánchez. Bien que Díaz ait finalement perdu, il est désigné par celle-ci en juillet 2017 pour siéger au comité fédéral du PSOE sur le quota de la fédération andalouse.
À la suite de l'alternance à la tête du gouvernement d'Andalousie au profit du conservateur Juan Manuel Moreno en janvier 2019, Máximo Díaz-Cano lève sa mise en disponibilité de l'administration de Castille-La Manche, dont il réintègre les services.